# Nominon
Nominon é uma banda de death metal formada em 1993 na Suécia.

## Discografia
Álbuns de estúdio
- Diabolical Bloodshed (1999)
- Demons of the Past (split com Fafner, 2004)
- Recremation (2005)
- Terra Necrosis (2007)
- Monumentomb (2010)
- The Cleansing (2012)

EP's
- Promo 97 (1997)
- Blaspheming the Dead (2003)
- The True Face of Death (2004)
- Blaspheming the Dead (7", 2005)

Compilações
- Remnants of a Diabolical History (2006)

Demos
- Daemon I (1993)
- Daemon II (1993)
- My Flesh (1996)
- Demo II 96 (1996)

## Integrantes

### Formação atual
- Daniel Garptoft - vocal
- Juha Sulasalmi - guitarra
- Perra Karlsson - bateria
- Christian Strömblad - guitarra
- Anders Malmström - baixo

### Ex-integrantes
- Jonas Mattsson - guitarra e vocal
- Lenny Blade - baixo
- Nicke Holstenson - vocal
- Jonas Mattsson - guitarra
- Emil Dragutinovic - bateria
- David Svartz - baixo
- Tobbe Hellman - baixo
- Peter Nilsson - vocal
- Christian Cederborg - guitarra
- Joel Andersson - baixo